# ناتالیا کارلوس
ناتالیا کارلوس (به انگلیسی: Natalia Charłos) (زادهٔ ۳۱ مهٔ ۱۹۹۳) شناگر اهل لهستان است.